# Forest of the Dead
"Forest of the Dead" (KBS 더빙판: 죽은 자들의 숲)는 영국의 SF 드라마 닥터 후 시즌 4의 아홉 번째 에피소드이다. 2008년 6월 7일 BBC One에서 처음 방송되었다. 총 2부작 중에서 2부에 해당되는 이야기로, 5월 31일 제1부인 "Silence in the Library"가 방영되었다.
이번 에피소드에서는 51세기의 도서관 행성으로 향한 도나 노블(캐서린 테이트)은 도서관의 하드 드라이브에서 만들어낸 가상 현실에 갇혀, 도서관 주인으로부터 거짓 기억을 이식받아 결혼 생활을 하고 있었다. 동시에 10대 닥터(데이비드 테넌트)는 배시타 러나다라는 미세 외계 생명체로부터 쫓기면서, 하드 드라이브에 저장된 도나와 수천 명의 다른 인간들을 구출해내려 한다. 이와 더불어 닥터와 밀접한 관계임에도 정작 지금의 닥터는 처음 만나서 어리둥절한 사이인 고고학자 리버 송(앨릭스 킹스턴)이 스스로를 희생하는 것으로 에피소드가 마무리된다.

## 줄거리
10대 닥터와 리버 송, 스트랙맨 럭스와 나머지 탐험대원들은 도서관 행성에서 미세 외계종족 배시타 러나다의 추격으로부터 빠져나왔다. 이 과정에서 다른 탐험대원들이 우주복 입은 해골을 떼로 조종하는 배시타 러나다에게 잡혀 그대로 잡아먹힌다. 잠시 숨 돌리는 사이, 계속해서 자신을 아는 척하며 사건 해결법을 채근하는 리버 송에게 닥터는 당신은 대체 누구냐고 반문한다. 리버 송은 비록 지금은 몰라도 나중에는 닥터가 세상에서 가장 믿는 누군가가 될 사람이라며, 귓속말로 닥터의 본명을 말한다. 예상을 초월한 대답에 닥터는 마침내 리버 송을 완전히 받아들인다.
이어 럭스는 자신의 할아버지가 도서관을 지은 이유는, 어린 나이에 불치병 진단을 받은 숙모 샬럿을 생각했기 때문이라고 털어놓는다. 럭스의 할아버지는 샬럿의 영혼이 인류의 고전 작품 속에서 영원히 살아갈 수 있도록, 도서관의 중심부에 그녀를 담아둔 거대한 컴퓨터를 건설했다. 닥터는 100년 전 도서관 이용객들이 감쪽같이 사라진 것은 사실 배시타 러나다의 습격으로부터 샬럿의 영혼이 그 이용객들을 모두 구하기 위해 물리적 형상을 데이터화하여 컴퓨터 코어로 전송해 '살려둔' 것이었고 이후에도 고군분투하고 있다는 것을 깨닫는다.
한편, 도나 노블이 보내진 곳은 다름아닌 샬럿이 시뮬레이션화한 현대의 지구 어느 마을이었다. 시뮬레이션으로 구현된 세상 속에서 도나는 바이러스 검사기 프로그램의 아바타인 문 박사의 보살핌을 받고, 리 (Lee)라는 남자도 소개받아 순식간에 결혼을 마친다. 사랑하는 남편과 자식까지 두며 행복한 나날을 보내는 도나였지만, 문득 시간이 정상적으로 흘러가는 게 아니라 띄엄띄엄 건너뛰고 있다는 사실을 알아차리고서 뭔가 이상하다고 느낀다. 그리고 앞서 배시타 너라다에게 당한 리버송의 탐험대원이었던 에반젤리스타 양을 만나, 자신이 시뮬레이션 세상 속에 살고 있다는 경고를 받는다.

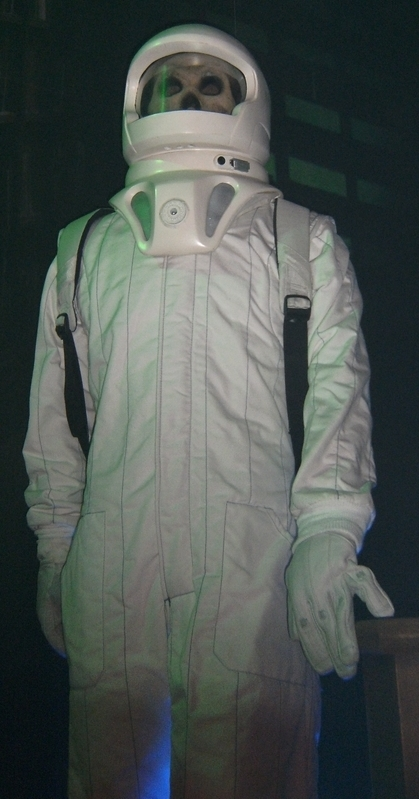
우주복 안에 들어가 대원을 먹어치운 뒤 그 몸을 조종하는 배시타 러나다의 모습 (닥터후 익스피리언스의 전시 모형)

컴퓨터 코어로 들어간 닥터는 배시타 러나다와 대적하면서, 그들이 살던 숲이 도서관의 책을 만드는 데 쓰였다는 사실을 알게 된다. 배시타 러나다는 이제 이 도서관은 자신들의 것이라고 엄포를 놓는다. 닥터의 설득으로 배시타 러나다는 도나를 비롯해 컴퓨터 코어에 갇혀버린 사람들만큼은 구할 수 있게 물러선다. 이어 닥터는 모든 사람을 다운로드하려면 메모리가 부족하다는 것을 알아차리고, 자신의 몸을 메모리 삼아 컴퓨터 터미널에 연결시키기로 결심한다. 컴퓨터와 연결되어 다운로드가 이뤄지는 순간, 닥터는 불타올라 죽을 운명이었다. 이 사실을 알게 된 리버 송은 닥터를 기절시키고 수갑으로 꼼짝 못하게 만든 뒤, 닥터의 자리에 대신 앉아 희생되기를 택한다. 시간은 다시 쓸 수 있다는 닥터의 애원에, 리버 송은 지금 닥터가 죽으면 자기가 과거에 만났던 닥터와의 인연도 없던 일이 된다고 일갈하고 그대로 최후를 맞이한다. 떠나간 리버 송의 빈자리를 바라보며 닥터는 깊은 슬픔에 빠진다.
도서관 컴퓨터 서버에 살려뒀던 사람들은 도서관 표면으로 다시 실체화되어 안전한 곳으로 텔레포트된다. 무사히 돌아온 도나는 리도 혹시 있을까 싶어 찾아보았지만 없었다면서 거짓 기억 속의 존재로 단념한다. 그러나 리도 실제 사람이었고, 텔레포트되기 직전 떠나는 도나를 발견하고서 부르려 하지만 말을 더듬는 바람에 그대로 헤어진다. 도서관을 떠나기 전, 닥터와 도나는 리버 송이 남겨 둔 타디스 일기장과 소닉 드라이버를 두고 떠난다. 하지만 그 다음 순간, 닥터가 다시 돌아와 미래의 자신이 리버에게 소닉 드라이버를 주었던 이유를 궁금해한다. 이윽고 소닉 드라이버의 내부에 리버의 생각 패턴이 보존된 데이터 기록기를 찾아낸다. 신호가 꺼지기 직전 컴퓨터 코어로 다시 달려간 닥터는 리버의 데이터를 연결해 살려낸다. 리버는 시뮬레이션 세계에서 다시 깨어나, 배시타 러나다의 희생양이 되었던 샬럿과 그 밖의 탐험대원들로부터 환영 인사를 받는다.
닥터는 리버 송이 알려준 대로 타디스 앞에서 손가락을 튕겨 문을 열고 도서관 행성을 떠난다. 샬럿은 닥터가 데이터 코어를 수정했기 때문에 틀림없이 안전한 "좋은 곳"라며 기뻐한다. 닥터를 생각하며 쓴 독백을 이어가며, 침대에 누운 자식들에게 좋은 꿈 꾸라는 리버 송의 인사와 함께 에피소드는 끝이 난다.

### 다른 에피소드와의 연관성
각본을 맡은 스티븐 모펏에 따르면 리버 송이 배시타 러나다로부터 닥터 일행을 탈출시킬 때 쓴 '사각총' (squareness gun)은 시즌 1 "The Doctor Dances"에서 잭 하크니스 (존 배로먼 분)가 쓰는 것과 동일한 '소닉 블라스터'를 의도한 것이 맞다고 밝혔다. 모팻은 그 무기가 시즌 1 "The Parting of the Ways"의 사건으로 잭 하크니스가 타디스에 두고 떠났고, 이후 닥터의 미래에서 리버 송이 챙겨간 것이 아니겠느냐는 설을 내세웠다. '사각총'이라는 표현 역시 시즌 1의 에피소드에서 로즈 타일러가 해당 무기를 보고 쓴 말이다.
닥터와 리버 송의 마지막 대화에서 닥터가 "시간은 다시 쓸 수 있어요" (time can be rewritten)라고 말하자, 리버 송이 "단 한 줄도 건드릴 생각 말아요" (not one line)라고 맞받아친다. 이 대사는 1964년 시리얼 <The Aztecs>에서 1대 닥터가 말한 "시간은 다시 쓸 수 없어, 단 한 줄도!" (you can't rewrite history! Not one line!)라는 대사를 그대로 가져온 것이다. 시즌 6 마지막화 "The Wedding of River Song"에서는 11대 닥터와 리버 송이 본래 각자의 대사를 정반대로 바꿔 말한다.
리버 송이 도서관 행성으로 오기 전 닥터와의 마지막 데이트에서 달릴리움으로 데려가 노래하는 탑을 보며 눈물을 흘렸고, 그때 소닉 스크류드라이버를 건네줬다고 밝힌다. 이때 리버 송의 기억은 훗날 2015년 크리스마스 스페셜 "The Husbands of River Song"에서 12대 닥터와 재회하면서 실현된다.

## 제작

### 각본
"Forest of the Dead"의 원래 제목은 "River's Run" (리버 떠나다)로 발표되었으나 후반에 이르러 제목이 바뀌었다. 컴퓨터가 만들어낸 시뮬레이션 세계 속에서 도나의 두 자녀로 등장하는 조시와 엘라는 각본을 맡은 스티븐 모펏의 아들과 그 친구의 이름을 따온 것이다.

### 캐스팅
총괄 프로듀서 러셀 T 데이비스가 "닥터의 아내"라고 칭한 '리버 송' 역에 대해 제작진은 케이트 윈슬렛을 캐스팅하고자 했다. 마침 케이트 윈슬렛의 데뷔작 중 하나가 데이비스가 작가를 맡았던 BBC의 청소년 드라마 <다크 시즌>이었다는 점에서 더욱 주목받았다. 그러나 결과적으로는 출연이 불발되어 앨릭스 킹스턴이 맡게 되었고, 러셀은 "나는 그녀를 정말 사랑한다!"며 호평을 아끼지 않았다.
스트랙맨 럭스 역에는 1999년 BBC 드라마 <더 리그 오브 젠틀맨>에 출연했던 스티븐 펨버튼이 캐스팅됐다. 펨버튼은 주연인 데이비드 테넌트와 함께 <블랙풀>에도 출연한 경험이 있다.

### 촬영
앞선 에피소드인 "Silence in the Library"과 동시에 촬영이 진행되었다. 영국 웨일스 스완지의 브래긴 홀 (Brangwyn Hall)에서 여러 씬이 촬영되었는데 여기에는 맨 처음에 타디스가 도착하고 떠나는 도서관 대출구역 씬과, 닥터와 도나가 내려다보는 계단 씬이 해당됐다. 에피소드의 절정 씬 (도서관 코어에서 활약하는 장면)은 스완지의 와이나를루이드에 있는 옛 알코아 공장의 전기 변전소에서 촬영되었다. 그 밖에 옛 스완지 중앙도서관 (Old Swansea Central Library)에서도 촬영이 이뤄졌다.
CAL의 데이터뱅크, 즉 도나가 체험하는 시뮬레이션 세상은 세인트니컬라스의 더프린 공원 (Dyffryn Gardens)에서 촬영되었다.
이번 에피소드에서 캐서린 테이트가 입은 웨딩드레스는 시즌2 "The Runaway Bride" 편에서 입었던 드레스와 동일하다.

## 반응
"Forest of the Dead"는 영국에서 784만 명의 시청자가 시청했으며 시청률은 40%을 기록하였다. 지금까지 방영된 시즌 4 에피소드 가운데 최고 시청률 기록이자, 해당 방영 시간대에서도 가장 높은 시청률을 기록하였다. 시청지수 역시 최고점인 89점 ('완벽' 등급)을 부여받았으며 뉴 시즌 들어서는 "The Parting of the Ways", "Doomsday", "Silence in the Library"에 이어 네번째를 기록했다.
이 에피소드는 "Silence in the Library"와 함께 휴고상 드라마 단편부문상 후보로 올랐다.

## 같이 보기
- 모의실험 가설